# Víktor Glushkov
Víktor Mijailovich Glushkov (en ruso: Ви́ктор Миха́йлович Глушко́в; Rostov del Don, 24 de agosto de 1923 - Moscú, 30 de enero de 1982) fue un matemático soviético, reconocido como uno de los pioneros de la cibernética. Hizo grandes contribuciones en la teoría de autómatas, álgebra de algoritmos, arquitectura de computadoras, inteligencia artificial, creación de sistemas de dirección de sistemas tecnológicos y empresas industriales, fundamentos de dirección automatizada de la economía.

## Biografía
Hijo del ingeniero en minas Mijaíl Ivanovich Gluschkov y de Vera Iosifovna Bosova. Viviría sus años de infancia en Shajty. Al producirse la invasión alemana a la Unión Soviética en 1942, intentó enrolarse para el servicio militar pero fue rechazado por su deficiente visión, siendo asignado a los destacamentos de excavación de trincheras.
Tras haber sobrevivido la ocupación alemana ingresó a estudiar en el Instituto Industrial de Novocherkassk, se graduó de plomero y técnico trabajando en las labores de reconstrucción. Contrae matrimonio con Valentina Mijailovna Papkova. En 1947 ingresa a estudiar física y matemáticas en la Universidad Federal del Sur. Obtiene su candidatura al doctorado en físicas y matemáticas en 1951 y pasa a realizar los estudios de doctorado en la Universidad Estatal de Moscú que culminaría en 1955.
Desde 1956 es director y fundador del Centro de Cómputo de la Academia de Ciencias de la República Socialista Soviética de Ucrania y catedrático en la Universidad de Kiev. Durante la década de 1960 y 1970 dirigió el Instituto de Cibernética de Kiev, fue vicepresidente de la Academia de Ciencias de Ucrania, y a la actividad política miembro del Comité Central del Partido Comunista de la República Socialista Soviética de Ucrania. Además, fue delegado en al XXIV Congreso del Partido Comunista de la Unión Soviética, al igual que a los Congresos XXV y XXVI. Miembro pleno de la Academia de Ciencias de la Unión Soviética desde 1964. Fue redactor en jefe de las revistas "Kibernetika" (desde 1965) y "Sistemas y máquinas de dirección" (desde 1972).

## Aportes científicos
Su labor de investigación abarcó varios campos. En particular la construcción de la base teórica de la cibernética. Refórmulo los principios de arquitectura de computadoras de John von Neumann. Sus primeros trabajos teóricos incluyeron el desarrollo de la teoría de autómatas, álgebra de algoritmos y teoría de sistemas autoorganizados.
Gluschkov formó parte del colectivo de investigación que desarrolló el lenguaje de programación Analitik, al igual que la labor de diseño y elaboración de la línea de computadores "Ucrania" y "MIR".
Gran parte de la obra de Gluschkov se dedica a la cuestión de la automatización de la dirección de la producción. En 1961 presentó su primera propuesta para implementar un sistema automatizado que uniría plantas industriales con el Instituto de Cibernética de Ucrania.
En 1963 es encargado por iniciativa de Alekséi Kosygin de la elaboración del proyecto de creación del Sistema de Dirección Automatizada de la Economía. El proyecto sería rechazado para favorecer la reforma de mercado de 1965, aunque con el apoyo de Dmitri Ustínov se inició la instalación de centros en las empresas adjuntas a la Comisión Militar-Industrial.
En 1967 se pone en funcionamiento en la planta de televisores de Lvov el primer sistema de procesamiento de la información, prototipo de otros centros semejantes alrededor de la Unión Soviética.

## Publicaciones
- Síntesis de autómatas numéricos (Синтез цифровых автоматов) (1961)
- Teoría abstracta de los autómatas (Абстрактная теория автоматов) (1961)
- Introducción a la cibernética (Введение в кибернетику) (1964)
- Introducción a los AA.SS.UU. (Введение в АСУ) (1974)
- Álgebra, lenguaje, programación (Алгебра, языки, программирование) (1974)
- Automatización del diseño de máquinas de cómputo (Автоматизация проектирования вычислительных машин) (1975)
- Fundamentos de la informática sin papel (Основы безбумажной информатики) (1982)

### Traducciones al castellano
- Cibernética, cálculo electrónico, planificación y dirección. Quito: EDITHOR, ISBN 978-9978-346-05-1, 2013.